# Classe Boston
La classe Boston est une classe de deux croiseurs lance-missiles de l'United States Navy en service entre 1955 et 1970. 
Les Boston sont les premiers croiseurs à missiles guidés au monde. Les deux navires de cette classe expérimentale sont à l'origine des croiseurs lourds de la classe Baltimore qui avaient été mis hors service après la Seconde Guerre mondiale, mais qui sont reclassés comme croiseurs lourds à missiles guidés (CAG). Ils entrent en travaux en 1952. Le long projet de conversion et de modernisation consiste à retirer la tourelle arrière à trois canons de 8 pouces (203 mm) et sa structure de support et à installer deux lanceurs doubles pour les missiles guidés antiaériens Terrier. Les deux tourelles avant armées de canon de 8 pouces sont demeurées inchangées. La superstructure avant est modifiée pour inclure les radars et l'électronique associés au Terrier, la superstructure arrière est complètement remplacée et les deux cheminées de la classe Baltimore sont réunis en une seule. 
En raison de la nature expérimentale de la classe Boston, les navires ne sont que partiellement convertis, une conversion complète devant être effectuée si les nouveaux systèmes d'armement se montraient convaincant. Si les navires avaient été entièrement convertis, les tourelles avant de 8 pouces auraient été remplacées par des lanceurs Terrier supplémentaires. 
En 1968, les deux navires de la classe Boston sont reclassés en croiseurs lourds (CA), en partie en raison de l'utilisation intensive de leurs canons de 8 pouces pour le bombardement des côtes pendant la guerre du Vietnam. Bien qu'ils aient conservé leurs missiles Terrier, l'évolution rapide de la technologie a rendu ces armes pionnières obsolètes après un peu plus d'une douzaine d'années de service. Diverses propositions de modernisation limitée ou de reconstruction complète ont été examinées mais finalement rejetées. En 1970, les deux navires de la classe Boston sont mis hors service pour la dernière fois, puis radiés du registre des navires de la marine et vendus à la ferraille. 

## Unités de la classe
| Nom                  | Image | Constructeur                                          | Commission      | Retrait du service |
| -------------------- | ----- | ----------------------------------------------------- | --------------- | ------------------ |
| USS Boston (CAG-1)   |       | New York Shipbuilding Corporation, Camden, New Jersey | 1 novembre 1955 | 5 mai 1970         |
| USS Canberra (CAG-2) |       | New York Shipbuilding Corporation, Camden, New Jersey | 15 juin 1956    | 2 février 1970     |